# Васлуй (футбольный клуб)
«Васлуй» (рум. Vaslui) — бывший румынский футбольный клуб из одноименного города, выступавший в Румынской Лиге I. Основан в 2002 году. Домашние матчи проводил в Васлуе на городском стадионе, вмещающем 10 000 зрителей. Сначала основной целью клуба был выход в Лигу II, задача была выполнена и после двух сезонов в Лиге II команде удалось пробиться в Лигу I, впервые в истории румынского футбола клуб за 3 года существования сумел выйти в высший футбольный дивизион. Летом 2014 года «Васлуй», по решению румынской федерации футбола, был лишен профессиональной лицензии.

## Достижения
- Обладатель Кубка Интертото: 2008
- Вице-чемпион Румынии: 2012
- Победитель Второй лиги Румынии : 2005
- Финалист Кубка Румынии: 2010